# Ewald Christian Leopold von Kleist
 (mai 2023).
Pour les articles homonymes, voir Ewald von Kleist.
Ewald Christian Leopold von Kleist (né le 25 mars 1824 à Stolp et mort le 29 décembre 1910 à Potsdam) est un général prussien d'infanterie et chef du 44e régiment d'infanterie.

## Biographie

### Origine
Ewald von Kleist est membre de la famille noble de Poméranie von Kleist et le plus jeune fils du major du 1er régiment à pied de la Garde, et maître de poste de Stolp Leopold Friedrich von Kleist (de) (1780-1837) et sa femme Wilhelmine Agnes Friederike, née von Blankensee (de) (1788-1867).

### Carrière militaire
Kleist étudie dans les maisons des cadets de Culm et de Berlin. Le 12 août 1841, il s'engage comme sous-lieutenant dans le 1er régiment à pied de la Garde de l'armée prussienne et participe à la répression de la révolution lors des combats de rue à Berlin (de) en mars 1848. En 1861, il devient commandant de l'école des sous-officiers de Potsdam et est promu major en 1863. En tant qu'adjudant au haut commandement de l'armée alliée dans le Schleswig-Holstein, Kleist participe à la guerre des Duchés de 1864 lors de la prise de la redoute de Düppel et du passage vers Alsen. Il reçoit pour cela l'ordre de l'Aigle rouge de 4e classe avec épées.
En 1866, Kleist commande le 1er bataillon de son régiment, avec lequel il prend part aux batailles de Soor, Königinhof et à la bataille de Sadowa pendant la guerre contre l'Autriche. Pour ses exploits, Kleist reçoit le Pour le Mérite le 20 septembre 1866. En 1868, il devient commandant du 89e régiment de grenadiers (de) et l'année suivante, le 18 juin 1869, il est promu colonel. En tant que tel, Kleist participe aux sièges de Metz, Toul et Paris lors de la guerre franco-prussienne de 1870/71 et combat à Dreux, la Madeleine, Bouvet, Villorceau, Connerée et à la bataille du Mans. Décoré des deux classes de la croix de fer, Kleist ramène son régiment en garnison à la fin de la guerre. Pour ses mérites, le grand-duc de Mecklembourg-Schwerin lui décerne le 29 mars 1873 la croix de commandeur de l'ordre de la Couronne de Wende.
Le 2 septembre 1873, Kleist quitte le commandement, est simultanément promu général de division et transféré aux officiers de l'armée. Il devient alors commandant de la 41e brigade d'infanterie le 16 octobre 1873. Sa promotion au grade de lieutenant-général le 8 février 1880 est suivie de sa nomination au commandement de la 1re division de la Garde, qu'il commande jusqu'au 31 mai 1885. Kleist devient ensuite général commandant du 1er corps d'armée à Königsberg et est promu général d'infanterie le 18 septembre 1886.
Le 11 mai 1889, à sa demande, Guillaume II met Kleist à la retraite en lui décernant la Grand-Croix de l'ordre de l'Aigle rouge avec pension légale. Le 11 janvier 1896, il reçoit encore les brillants de la Grand-Croix de l'ordre de l'Aigle rouge avec feuilles de chêne et épées et fête en 1901 ses 60 ans de service.

### Famille
Ewald von Kleist se marie le 23 avril 1856 à Pessin avec Ottilie von Knoblauch (1834–1914). Le couple a quatre enfants :
- Friedrich (1858-1917), lieutenant général prussien, commandant de la 51e division de réserve pendant la Première Guerre mondiale et chevalier de l'Ordre de Saint-Jean,
- Elisabeth Pauline Thusnelda Ida (née en 1859) mariée avec Eduard Georg von Jagow (né en 1850), colonel prussien, frère de Bernhard von Jagow (de)
- Agnes Laura Wilhelmine (née en 1862) mariée avec Wilhelm comte von der Groeben, baron auf Ponaria et Rittmeister prussien
- Marie Auguste Betty (née en 1872), ancienne dame de compagnie ducale-saxonne-Altenbourg mariée avec Leopold von Buch (de), général de division prussien (1852-1919)